# Isla Bentinck
Isla Bentinck (también escrito como Bentinck Kyun, Bintin Kyun o Pyinzabu Kyun) es el nombre de una isla en el archipiélago de Mergui, en el mar de Andamán al sur de Birmania (Myanmar). Su superficie es de 78 km². Administrativamente hace parte de la región de Tanintharyi.
Al oeste de su territorio se encuentra la isla Kunthi Kyun, y al este la de Letsok-Aw.